# Xã Campbell, Michigan
Xã Campbell (tiếng Anh: Campbell Township) là một xã thuộc quận Ionia, tiểu bang Michigan, Hoa Kỳ. Năm 2010, dân số của xã này là 2.388 người.